# Evair
Evair, brazilski nogometaš in trener, * 21. februar 1965.
Za brazilsko reprezentanco je odigral 9 uradnih tekem in dosegel dva gola.